# Инофита
Инофита (греч. Οινόφυτα) — деревня в Греции. Деревня находится в Беотии. Часть так называемой Арванитохории — территория заселенная в конце 14 века арванитами.
Сегодня посёлок и его окрестности являются промышленной зоной.

## История
Старое название села до 1927 года было Станиац (греч. Στανιάτες) и по Максу Фасмеру оно славянское с этимологией «стан».
Деревня получила свое название, от имени древнего греческого города, археологическая площадка которого находится в её окрестностях (см. битва при Энофитах).

## Известные люди
- Иероним II — архиепископ Афинский и всея Эллады, предстоятель Элладской православной церкви.